# Komondjari
Komondjari, Komandjoari eller Komandjari är en provins i Burkina Faso.   Den ligger i regionen Est, i den östra delen av landet, 240 km öster om huvudstaden Ouagadougou. Antalet invånare är 54 885. Huvudorten är Gayéri.